# Lincang
Lincang (egyszerűsített kínai írással: 临沧市, pinjin: Líncāng) prefektúra szintű város Kínában, Jünnan tartományban. Lakosainak száma 2 257 991 fő (2020).

## Népesség
| 2020 | 2 257 991 |

## Testvérvárosok
- Dubna